# Kabinett Andreotti II
Das italienische Kabinett Andreotti II wurde am 26. Juni 1972 durch Ministerpräsident Giulio Andreotti gebildet und befand sich bis zum 5. Juli 1973 im Amt. Es löste das erste Kabinett Andreotti ab und wurde durch das vierte Kabinett Rumor abgelöst.

## Kabinett

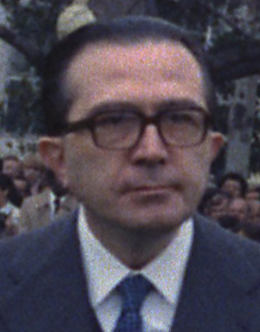
Giulio Andreotti (1973)

Dem Kabinett gehörten folgende Minister an:
| Amt | Name                         | Parlamentsmandat        | Anmerkungen |
| --- | ---------------------------- | ----------------------- | --- |
| Ministerpräsident | Giulio Andreotti             | Camera dei deputati     | |
| Vize-Ministerpräsident                                                                                               | Mario Tanassi                | Camera dei deputati     | zugleich Verteidigungsminister |
| Minister ohne Geschäftsbereich für die Reform der öffentlichen Verwaltung                                            | Silvio Gava                  | Senato della Repubblica | |
| Minister ohne Geschäftsbereich für Angelegenheiten der Regionen                                                      | Fiorentino Sullo             | Camera dei deputati     | |
| Minister ohne Geschäftsbereich für Sondermaßnahmen in Süditalien und strukturschwachen Gebieten                      | Emilio Paolo Taviani         | Camera dei deputati     | |
| Minister ohne Geschäftsbereich für die Beziehungen zum Parlament                                                     | Giorgio Bergamasco           | Camera dei deputati     | |
| Minister ohne Geschäftsbereich für die Beziehungen zum Parlament                                                     | Emilio Colombo               | Camera dei deputati     | zugleich verantwortlich für politische Sonderaufgaben und Koordinierung und besondere Verantwortung für die Präsidentschaft der UN-Delegation |
| Minister ohne Geschäftsbereich für die Koordinierung der Initiativen für wissenschaftliche Forschung und Technologie | Pier Luigi Romita            | Camera dei deputati     | |
| Minister ohne Geschäftsbereich für Angelegenheiten der Jugend                                                        | Italo Giulio Caiati          | Camera dei deputati     | |
| Außenminister | Giuseppe Medici              | Senato della Repubblica | |
| Innenminister | Mariano Rumor                | Camera dei deputati     | |
| Justizminister | Guido Gonella                | Camera dei deputati     | |
| Minister für den Haushalt und Wirtschaftsplanung                                                                     | Emilio Paolo Taviani         | Camera dei deputati     | |
| Finanzminister | Athos Valsecchi              | Senato della Repubblica | |
| Schatzminister | Giovanni Malagodi            | Camera dei deputati     | |
| Verteidigungsminister                                                                                                | Mario Tanassi                | Camera dei deputati     | zugleich Vize-Ministerpräsident |
| Minister für öffentlichen Unterricht                                                                                 | Oscar Luigi Scalfaro         | Camera dei deputati     | |
| Minister für öffentliche Arbeiten                                                                                    | Antonio Gullotti             | Camera dei deputati     | |
| Minister für Landwirtschaft und Forsten                                                                              | Lorenzo Natali               | Camera dei deputati     | |
| Minister für Verkehr und Zivilluftfahrt                                                                              | Aldo Bozzi                   | Camera dei deputati     | |
| Minister für Post und Telekommunikation                                                                              | Giovanni Gioia               | Camera dei deputati     | |
| Minister für Industrie, Handel und Handwerk                                                                          | Mauro Ferri                  | Camera dei deputati     | |
| Minister für Arbeit und Sozialversicherung                                                                           | Dionigi Coppo                | Senato della Repubblica | |
| Außenhandelsminister                                                                                                 | Matteo Matteotti             | Camera dei deputati     | |
| Minister für die Handelsmarine                                                                                       | Giuseppe Lupis               | Camera dei deputati     | |
| Minister für staatliche Beteiligungen                                                                                | Mario Ferrari Aggradi        | Camera dei deputati     | |
| Gesundheitsminister                                                                                                  | Remo Gaspari                 | Camera dei deputati     | |
| Minister für Tourismus und Veranstaltungen                                                                           | Vittorio Badini Confalonieri | Camera dei deputati     | |